# Murrin Murrin Airport
Murrin Murrin Airport är en flygplats i Australien. Den ligger i kommunen Laverton och delstaten Western Australia, omkring 680 kilometer nordost om delstatshuvudstaden Perth.
Trakten runt Murrin Murrin Airport är nära nog obefolkad, med mindre än två invånare per kvadratkilometer.. Det finns inga samhällen i närheten.
Omgivningarna runt Murrin Murrin Airport är i huvudsak ett öppet busklandskap. Genomsnittlig årsnederbörd är 389 millimeter. Den regnigaste månaden är januari, med i genomsnitt 96 mm nederbörd, och den torraste är augusti, med 3 mm nederbörd.